# Kantonsbibliothek Uri
Die Kantonsbibliothek Uri ist die Kantonsbibliothek des Kantons Uri in Altdorf; sonach ist sie öffentlich. Zusätzlich fungiert sie als Schul- und Gemeindebibliothek von Altdorf. Teilweise wird auch mit anderen Institutionen zusammengearbeitet.

## Geschichte
Am 8. März 1953 wurde die Gesellschaft zur Förderung einer Kantonsbibliothek, welche zum Ziel hatte, eine Kantonsbibliothek zu errichten, in die sie den Staat längerfristig einbeziehen wollte, durch den Staatsarchivar Hans Schuler gegründet.
1955 wurde der Korridor des Staatsarchivs für die Bibliothek bereitgestellt. Nach der Gründung konnte die KBU schon bald in eigene Räume in der Tellsgasse 5 in Altdorf umziehen und der Ausleihdienst wurde aufgenommen, zu diesem Zeitpunkt wurde die Bibliothek allerdings noch privat betrieben. Der ursprüngliche Bestand war Schrifttum, welches vom Kanton Uri, dem Staatsarchiv, der Gesellschaft zur Bibliotheksförderung und den verschiedenen Gemeinden an die Kantonsbibliothek übergeben wurde. 1971 wurde die Kantonsbibliothek eine öffentliche Stiftung (Finanzierung: Kanton 70 %, Gemeinde Altdorf 20 % und Bibliotheksgesellschaft 10 %).
1973 wurde der erste vollamtliche Bibliothekar angestellt. 1975 übernahm Hans Stadler die Leitung. Die Magazine waren aus Platzgründen auf drei Standorte verteilt. 1982 wurde die Baute an der Bahnhofstrasse 13 vom Kanton erworben, um mehr Raum für die Bibliothek und das Staatsarchiv zu schaffen. Nachdem eine Vorlage zum Umbau in einer Volksabstimmung 1984 abgelehnt worden war, stimmte eine Mehrheit der Stimmbürger dem angepassten Projekt 1986 zu. 1987 wurde das alte Coop-Gebäude an der Bahnhofstrasse 13 umgebaut damit die Kantonsbibliothek und das Staatsarchiv Uri darin ihren Platz finden konnten. Nach dem Umzug im Jahre 1988 wurden das Staatsarchiv und die Kantonsbibliothek institutionell getrennt. Hans Stadler gab die Leitung der Kantonsbibliothek Eliane Latzel, welche bisher die Stelle als Bibliothekarin innehatte, weiter. Hans Stadler war ab diesem Zeitpunkt nur noch Leiter des Staatsarchives. 1992 wurde die elektronische Ausleihe eingeführt. Im Jahre 2000 wurde der Uraniensia-Zettelkatalog abgeschafft.
Im selben Jahr wurde in einer Verordnung des Kantons festgelegt, dass dieser 80 % der Finanzierung beiträgt und somit den Teil des Gönnervereins übernimmt. Der Gönnerverein unterstützte ab diesem Zeitpunkt finanziell Projekte der Kantonsbibliothek Uri und zahlte keinen regulären Beitrag mehr. Zwei Beispiele: Im Jahr 2006 sponserte der Gönnerverein Tragkörbe für die Freihandausleihe; 2012 bekam die Kantonsbibliothek neue Büchertröge mit Rollen, die den Kinderbereich erweiterten. Im Jahr 2015 verliess Eliane Latzel den Leitungsposten und übergab ihn der Co-Leitung Martina Wüthrich und Carla Biasini.
An seiner Generalversammlung vom 15. September 2016 wurde der Gönnerverein der Kantonsbibliothek Uri aufgrund Mitgliederrückgangs aufgelöst. Die Kantonsbibliothek Uri Stiftung wird weiterhin von den Stiftern Kanton Uri und Gemeinde Altdorf getragen. Der Stiftungsrat besteht aus je zwei Vertretern der beiden Stiftungsträger sowie einer externen Bibliotheksfachperson.
Im April 2020 stimmte der Landrat einem Kredit zur Sanierung der Kantonsbibliothek Uri und des Staatsarchivs Uri zu. Zum Projekt gehören auch erweiterte Magazinräumlichkeiten mit Kulturgüterschutzstandard im Untergeschoss an der Bahnhofstrasse 11 mit einer Unterführung zwischen den beiden Gebäuden. Im November 2020 begann der Umbau von grossen Teilen des Gebäudes in drei Etappen und am 30. Oktober 2021 wurden die neuen Räumlichkeiten eingeweiht.

## Bestand
Der Freihandbestand der Kantonsbibliothek Uri umfasst rund 35'000 Medien. Dazu gehören Bücher, DVDs, Hörbücher, Karten, Musik-CDs und CD-ROM. Zusätzlich bietet die KBU mit DiBi Zentral eine grosse Auswahl an E-Medien für ihre digitalen Nutzer. Die E-Medien befinden sich auf einem separaten Katalog des Verbundes DiBiZentral. Sie sind grösstenteils auch im Online-Katalog der Kantonsbibliothek Uri abgebildet.
Die Kantonsbibliothek Uri hat in ihrer kantonalen Funktion einen Sammelauftrag. In den Magazinen befinden sich rund 65’000 Medien. Gemäss Leistungsauftrag der Kantonsbibliothek Uri Stiftung werden Publikationen von Urnern sowie Publikationen über den Kanton Uri oder dessen Menschen gesammelt, sogenannte Uraniensia.
Die Fintan Bibliothek, Besitz von Pater Fintan Amstad (1888–1973), welche der Kantonsbibliothek Uri vermacht wurde, ist mit ihren 2'600 Büchern und Broschüren ebenfalls Teil des Uraniensia Bestandes. Die meisten Publikationen die Teile der Fintan Bibliothek sind, stammen aus dem 15. bis 20. Jahrhundert.
Ein anderer Bestand, den die Kantonsbibliothek besitzt, ist die Kapitelsbibliothek. Sie umfasst den Besitz von Geistlichen aus Altdorf, Bauen, Bürglen, Erstfeld, Flüelen, Göscheneralp, Gurtnellen, Hospental und Urseren. Die Sammlung der rund 2’500 Büchern wird mit der Signatur KAPB gekennzeichnet.
Der Schweizerische Alpenclub der Region Gotthard hat ein Depositum in der Kantonsbibliothek Uri. Der Bestand des SAC beinhaltet Ski-Wanderkarten, Lehrbücher für Alpinisten und alles was mit den Bergen und ihrer Besteigung zu tun hat Die Kapuzinerbibliothek ist in Besitz des Kantons Uri und wird von der Kantonsbibliothek verwaltet. Die dort vorhandenen Bücher können im Katalog der Kapuziner recherchiert werden.

## Benutzung
Die Kantonsbibliothek Uri ist eine allgemein öffentliche Bibliothek. Ein Benutzerausweis ermöglicht es den Besitzenden, Medien aus dem Freihandbestand, E-Medien und entleihbare Medien aus dem Magazin zu beziehen. Ohne Benutzerausweis kann der Kunde Zeitschriften im Lesecafé lesen und nicht entleihbare Werke im Lesesaal benützen. Falls ein nicht vorhandenes Buch benötigt wird, kann eine Fernleihe getätigt werden.